# Hoe (gastronomia)
Gli hoe (회?, 膾/鱠?) sono una famiglia di piatti della cucina coreana a base di pesce crudo (a volte anche carne) tagliato a piccoli pezzetti e intinto in vari condimenti quali chogochujang (gochujang e aceto), doenjang, salsa di soia, senape e sale.

## Storia

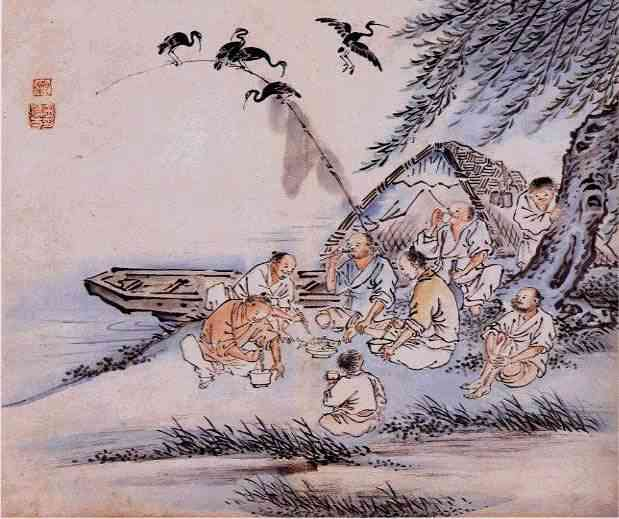
Gangbyeon hoeeum di Kim Deuk-sin (1754-1822).

Gli hoe sono stati presumibilmente introdotti in Corea durante il periodo dei Tre regni grazie agli scambi con la Cina, ma hanno cominciato a essere largamente consumati a partire dalla dinastia Joseon, giacché la religione di Stato del precedente regno di Goryeo era il buddhismo, che propendeva per il vegetarianismo. I Dialoghi e il confucianesimo svolsero un ruolo di primo piano nella propagazione del consumo di pesce crudo, giacché era noto che Confucio fosse un estimatore di questo genere di piatti. La cultura degli hoe si era già affermata a metà della dinastia, infatti Eouyadam, una raccolta di aneddoti scritta da Yu Mong-in durante il regno di Gwanghaegun, afferma che centomila soldati di Ming che vissero nel Joseon durante le invasioni giapponesi del 1592-1598 derisero l'abitudine dei coreani di mangiare pesce crudo. Sallim gyeongje, una guida per agricoltori realizzata da Hong Man-seon sotto il regno di Sukjong agli inizi del XVII secolo, riporta che il pesce veniva privato della pelle, tagliato in fette sottili, asciugato con un telo, condito con la senape e mangiato con zenzero e cipollotti.

## Tipi
Gli hoe si dividono in saengseon-hoe (생선회?) se di pesce e yukhoe (육회?) se di carne. Quelli di pesce possono essere inseriti in ulteriori sottocategorie in base al grado di freschezza dell'alimento: gli hwareo-hoe (활어회?) vengono preparati con l'animale appena pescato, mentre i seoneo-hoe (선어회?) seguono la stessa procedura del sashimi giapponese, per cui il pesce viene eviscerato, drenato dal sangue e fatto invecchiare alcuni giorni in atmosfera refrigerata prima della consumazione.
- Baemjangeo-hoe (뱀장어회?) – anguilla giapponese
- Baendaengi-hoe (밴댕이회?) – sardinella giapponese
- Bangeo-hoe (방어회?) – ricciola del Pacifico
- Bungeo-hoe (붕어회?) – carassio
- Daegu-hoe (대구회?) – merluzzo nordico
- Dorumuk-hoe (도루묵회?) – pesce delle sabbie giapponese
- Gaebul-hoe (개불회?) – intestino di mare
- Gajami-hoe (가자미회?) – Pleuronectidae
- Gamulchi-hoe (가물치회?) – testa di serpente settentrionale
- Gehoe (게회?) – granchio
- Gul-hoe (굴회?) – ostrica
- Gwangeo-hoe (광어회?) – halibut coreano
- Haesam-hoe (해삼회?) – cetriolo marino
- Hongeo-hoe (홍어회?) – Okamejei kenojei
- Ingeo-hoe (잉어회?) – carpa
- Jari-hoe (자리회?) – Chromis notata
- Jogae-hoe (조개회?) – vongola
- Jogi-hoe (조기회?) – Larimichthys polyactis
- Junchi-hoe (준치회?) – aringa cinese
- Mineo-hoe (민어회?) – Miichthys miiuy
- Muneo-hoe (문어회?) – polpo del Pacifico
- Myeongtae-hoe (명태회?) – merluzzo d'Alaska
- Nongeo-hoe (농어회?) – branzino giapponese
- Saengbok-hoe (생복회?) – abalone
- Sannakji (산낙지?) – polpo minore
- Ssogari-hoe (쏘가리회?) – Siniperca scherzeri
- Sungeo-hoe (숭어회?) – cefalo
- Munggae-hoe (멍게회?) – ananas di mare
- Jeoneo-hoe (전어회?) – konosirus
- Ureok-hoe (우럭회?) – Sebastes schlegelii e Sebastes hubbsi
- Galchi-hoe (갈치회?) – pesce coltello

Esistono anche hoe di carne, pesce o verdure sbollentati chiamati sukhoe (숙회?), e altri a base di sole verdure, legate tra loro a formare trecce o nastri, chiamati ganghoe (강회?).

## Piatti a base dihoe
Aggiungendo dell'acqua fredda al saengseon-hoe si ottiene una zuppa di pesce chiamata mulhoe (물회?). Lo hoe-deopbap (회덮밥?) è invece un piatto di riso al vapore con pesce crudo a cubetti, verdure quali lattuga, cetriolo e foglie di sesamo, olio di semi di sesamo e salsa chogochujang.

## Galleria d'immagini

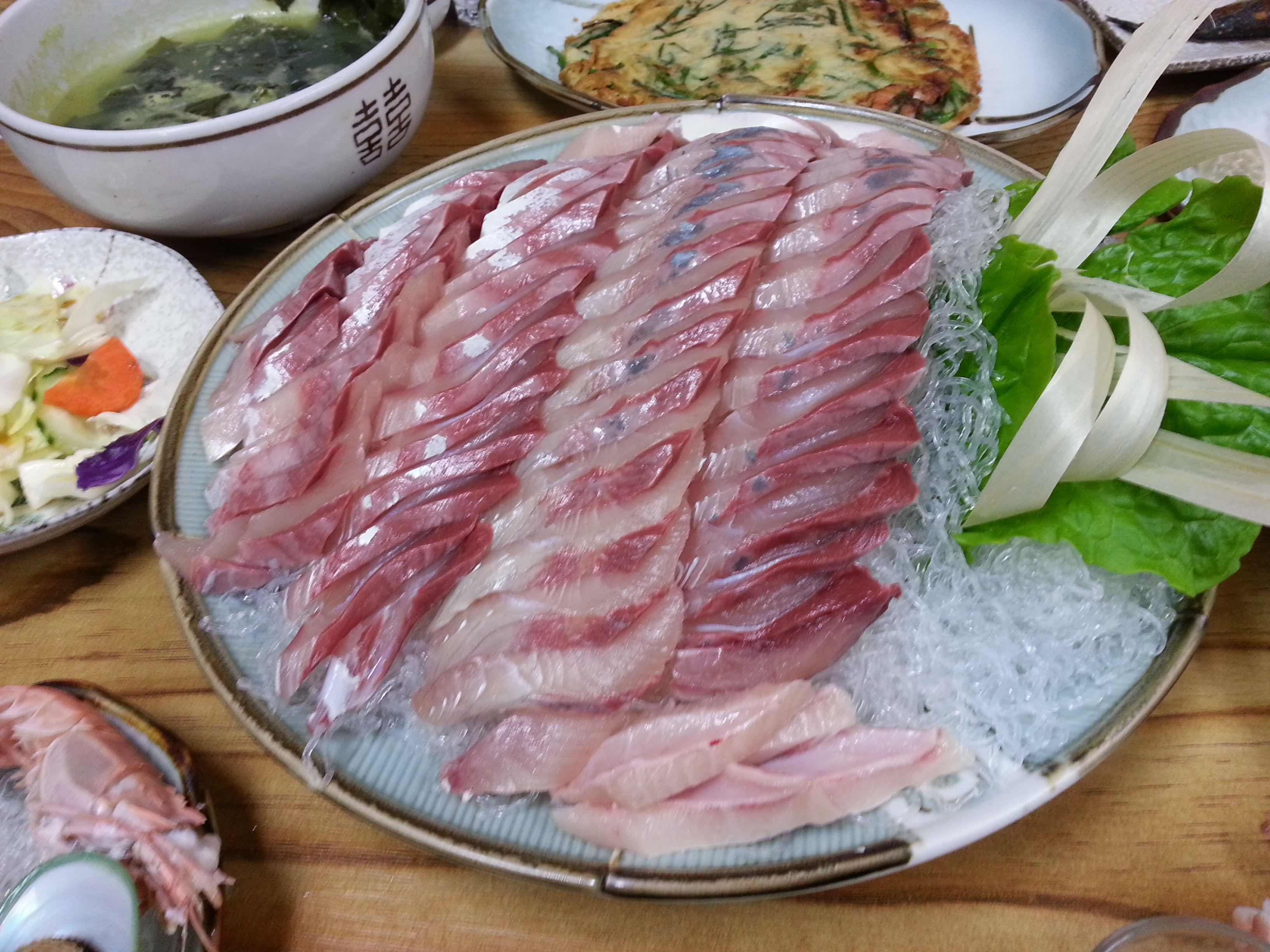
Bangeo-hoe (hoe di ricciola del Pacifico)
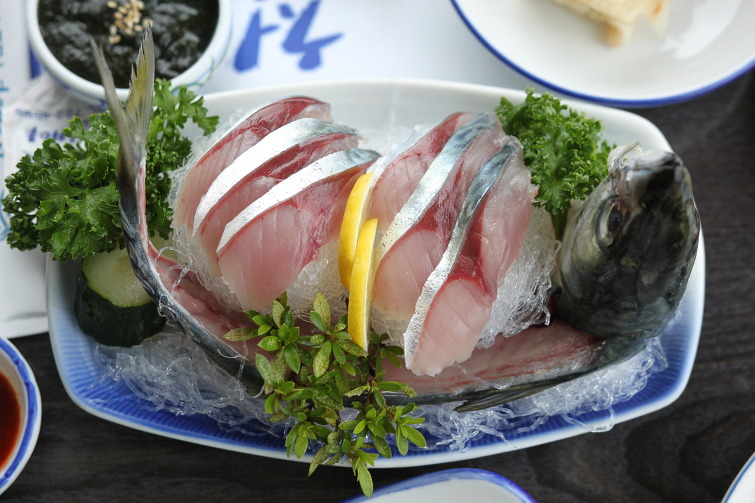
Godeungeo-hoe (hoe di lanzardo)
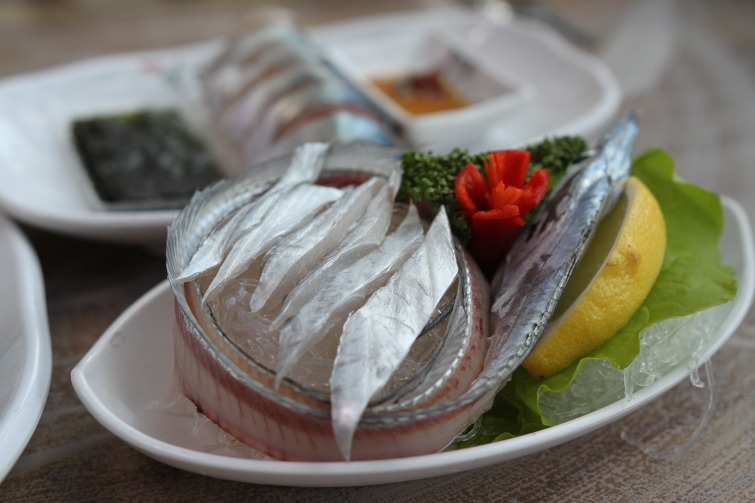
Galchi-hoe (hoe di pesce coltello)
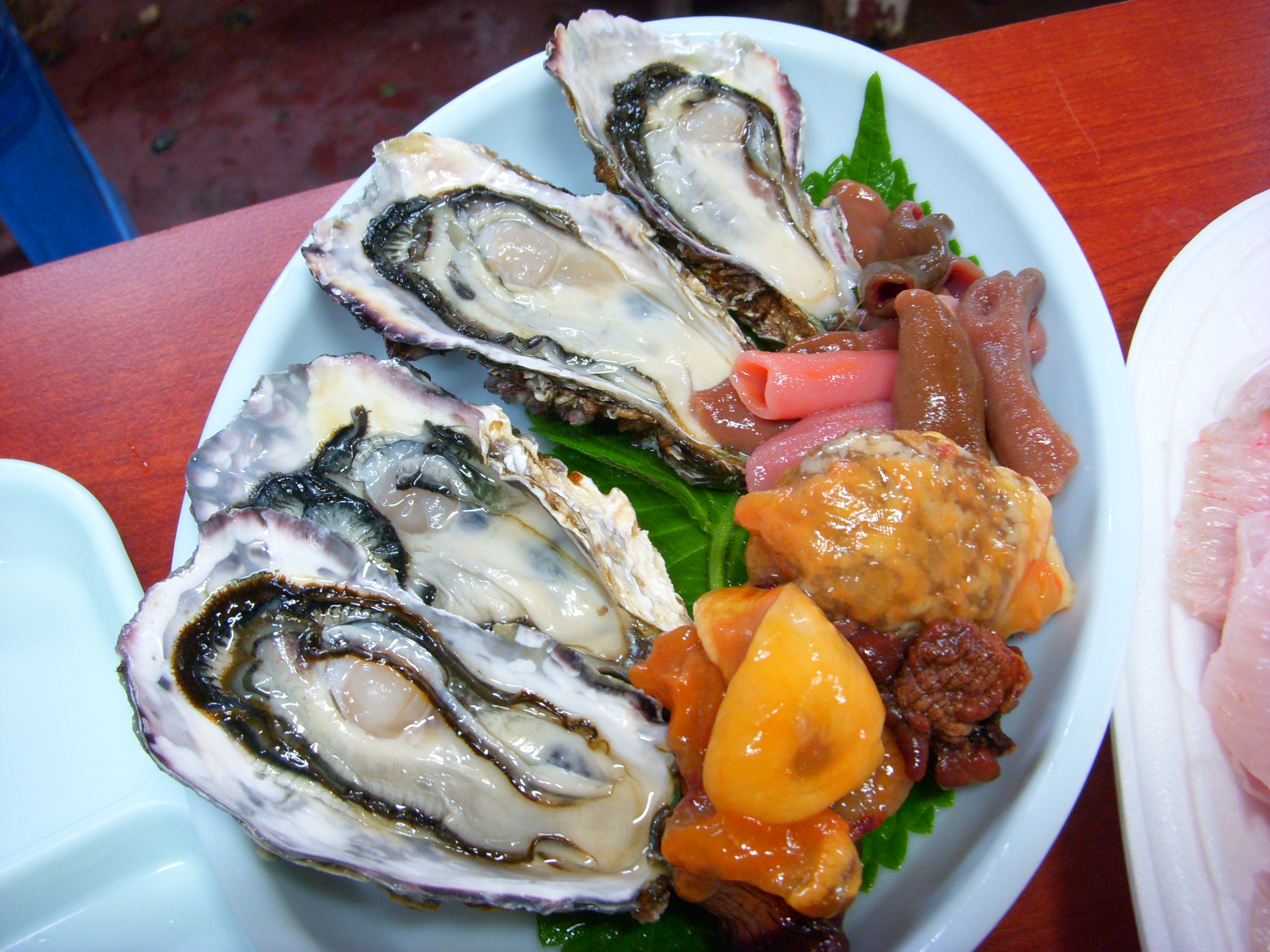
Hoe di molluschi
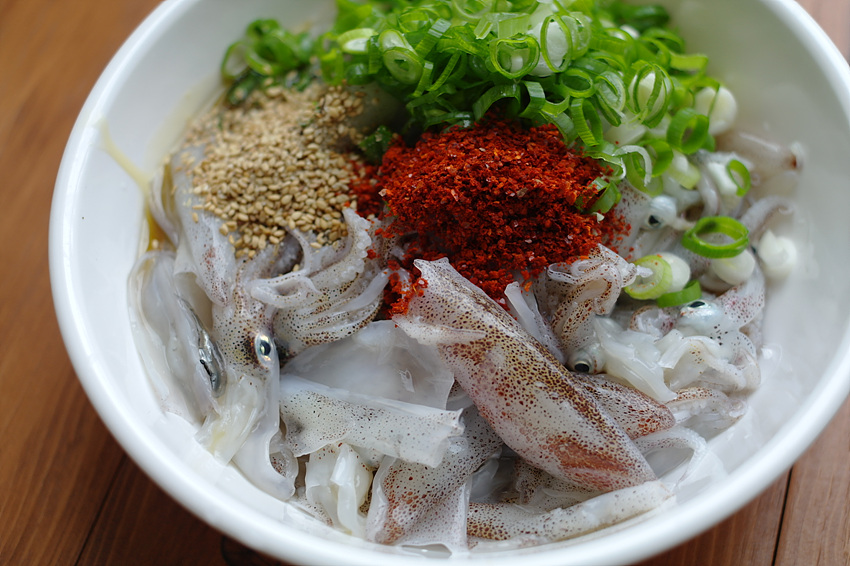
Horaegi-hoe (hoe di Loliolus)
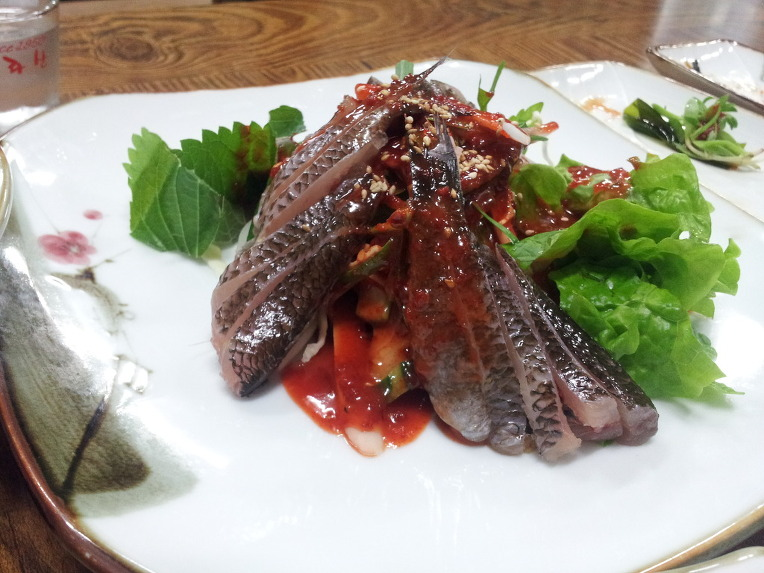
Jaridom-hoe (hoe di Chromis notata)
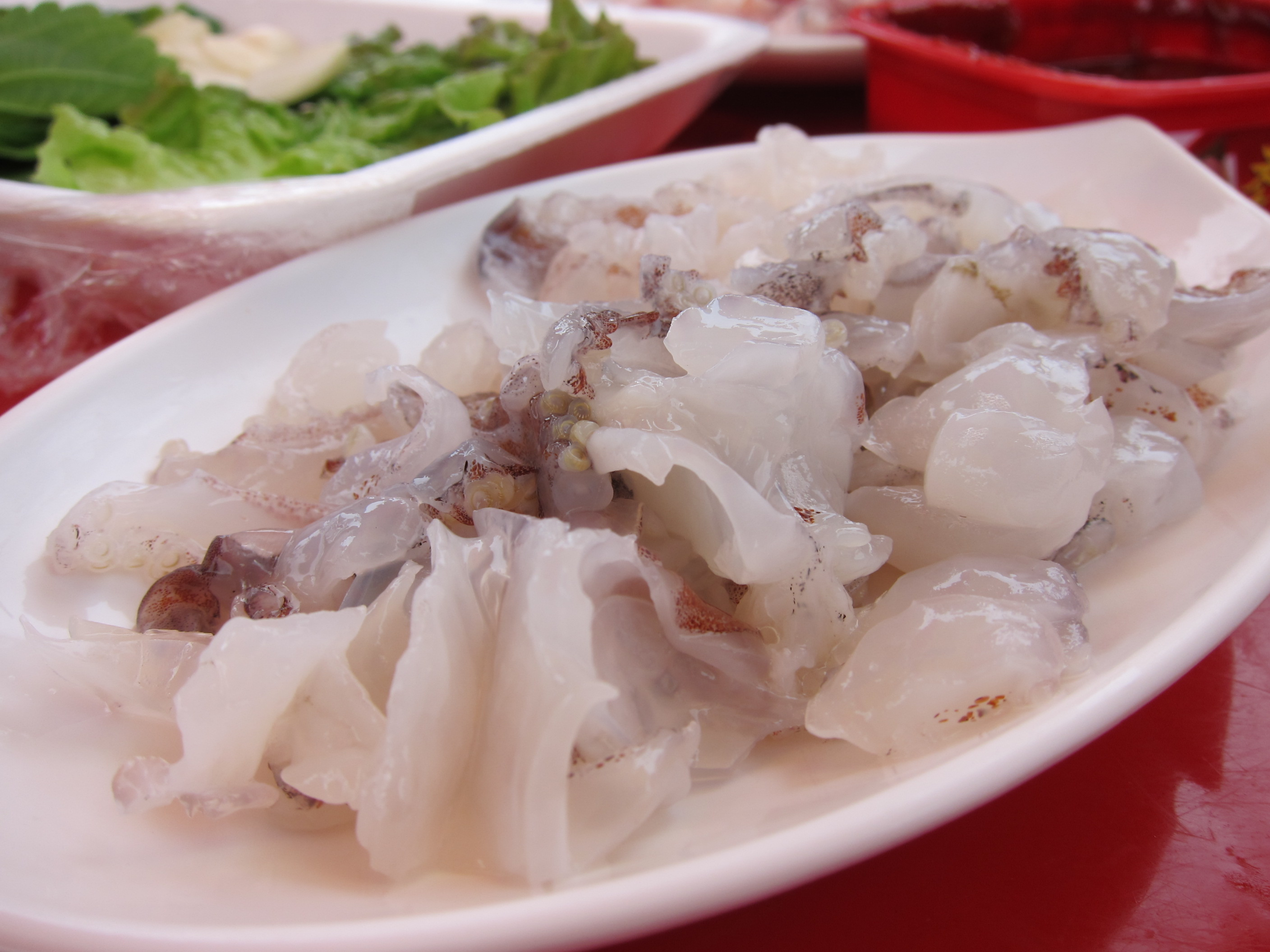
Ojingeo-hoe (hoe di calamari)
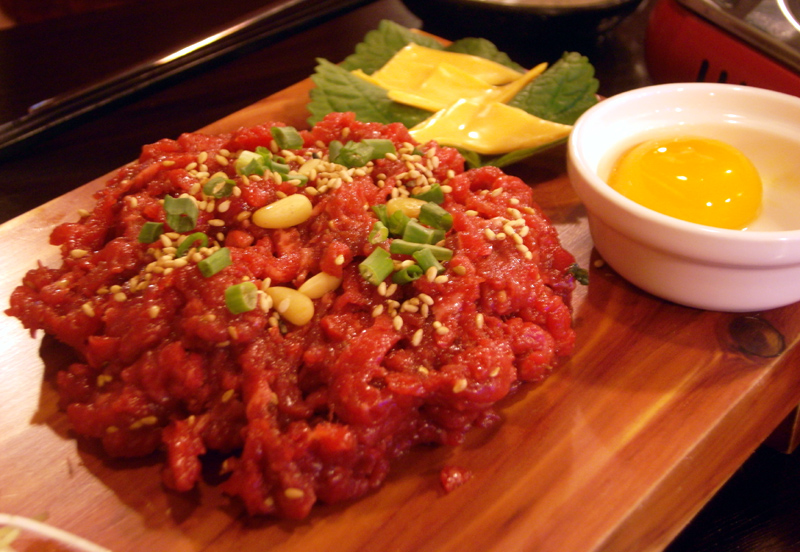
Yukhoe (hoe di carne)
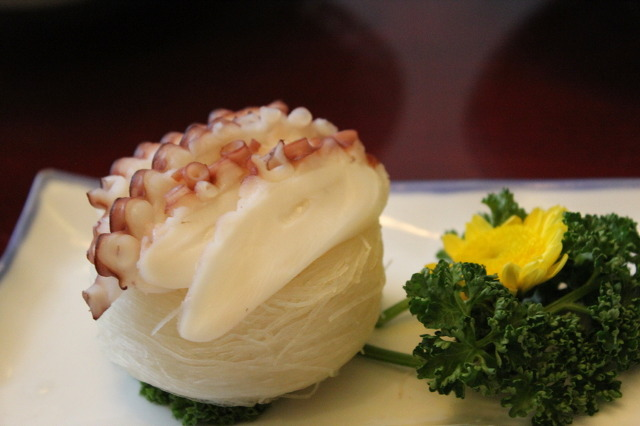
Muneo-sukhoe (sukhoe di polpo)
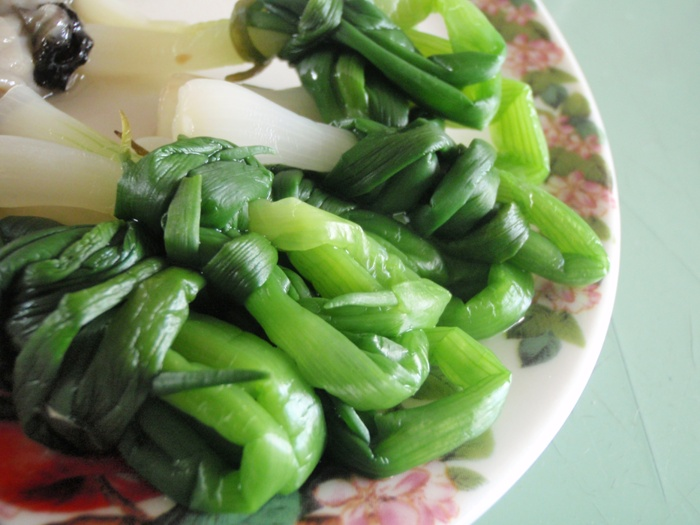
Jjokpa-ganghoe (ganghoe di scalogno)
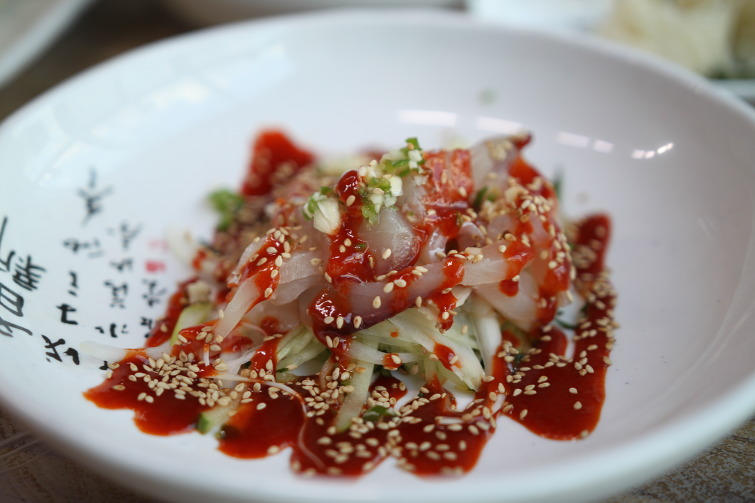
Hoe-muchim (insalata di hoe)
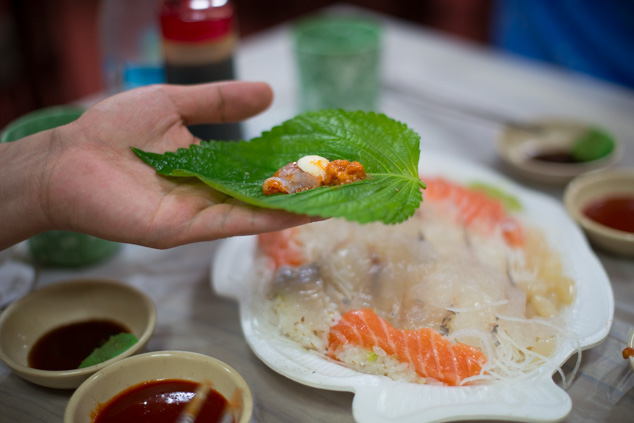
Ssam con hoe.